# Kongo (Meyomessi)
Pour les articles homonymes, voir Kongo.
Kongo est un village du Cameroun situé dans le département du Dja-et-Lobo et la Région du Sud, sur la route qui relie Sangmélima à Djoum. Il fait partie de la commune de Meyomessi.

## Population
La plupart des habitants sont des Boulou.
En 1962, Kongo comptait 726 habitants. Lors du recensement de 2005, 883 personnes y ont été dénombrées.

## Infrastructures
Kongo dispose d'une école catholique et d'une école adventiste.